# Γ
Γ, γ（ガンマ、ギリシア語: γάμμα、ギリシア語ラテン翻字: gamma）はギリシア文字の第3番目の文字。数価は3。
音価は古代ギリシア語では/ɡ/, 現代語では/ɣ/。軟口蓋子音字 γ, κ, χ, ξ の前に置かれると、/ŋ/ になり、これを鼻音のガンマと呼ぶ。このうち γγ は現代語では /ŋ/ と発音される。また、現代語では/e/, /i/の前に来ると、/ʝ/になる。
ラテンアルファベットのC, G、キリル文字の Г, Ґ はこの文字を起源とする。
国際音声記号の有声軟口蓋摩擦音の記号 [ɣ] は字形が異なるが、この文字に由来する。

## 起源
フェニキア文字 𐤂 に由来する。この文字の読みはヘブライ語でギメル（ただしこの文字の起源になったとされる「ラクダ」を意味する語はガマル(גמל)）、シリア語でガマル(gāmal)であり、ギリシア語の文字名称はセム語名から最後の「l」を除いたものにあたる（文字名称から最後の子音を除く例はほかにνやρにも見られる）。

## 記号としての用法
- 大文字の「Γ」は、
  - 数学でΓ関数を表す。
  - 不完全ガンマ関数
  - 大域切断を表す。
  - クリストッフェル記号
  - 離散部分群に用いられることがある。
  - 記号論理学で論理式からなる集合を表す。
  - スズキがオートバイの商標として『Γ』を登録しており、2ストロークのロードスポーツに名称として用いている。スズキ・ガンマを参照。
  - ヒュンダイ・ガンマエンジン - 現代自動車の直列4気筒エンジン。i30(FD16)/i30CW(FDW16)などに搭載される。
  - スミスチャートにおいて複素反射係数を表すのに用いられる。
- 小文字の「γ」は、
  - 数学でオイラーの定数を表す。
  - 不完全ガンマ関数
  - 熱力学で比熱比を表す。κと書くときもある。
  - 数学で、α、βに次ぐ第3の定数として用いられることがある。
  - 曲線を表すのに用いられることがある。
  - 放射線物理学ではガンマ線およびガンマ粒子（核反応で放出される光子）を表す。素粒子物理学では光子全般を表すこともある。
  - 画像処理の分野においては、濃度階調の入出力応答の比（しばしば冪指数）を「ガンマ」と呼ぶ。ガンマ値を参照。

## 計量単位
微小な単位の名称としてガンマ(γ)を使用しているものがある。
- 磁束密度の1ガンマ (γ) は  1ナノテスラ (nT) = 10−9 T。地球物理学で地磁気の磁束密度を表すのに使用された。
- 質量の1ガンマ (γ) は1マイクログラム (µg) = 10−9 kg
- 臨床医学において、微小な薬剤の量を表すのに慣用される単位。1ガンマ (γ) は体重 (kg) あたり分 (min) あたりの薬剤量 (µg）。日本でしか通用しない麻酔科関係慣用単位。麻酔・集中治療関係以外の分野や外国では、通用しないので注意が必要[5]。

## 符号位置
| 大文字 | Unicode | JIS X 0213 | 文字参照               | 小文字 | Unicode | JIS X 0213 | 文字参照               | 備考 |
| ------ | ------- | ---------- | ---------------------- | ------ | ------- | ---------- | ---------------------- | ---- |
| Γ      | U+0393  | 1-6-3      | &Gamma; &#x393; &#915; | γ      | U+03B3  | 1-6-35     | &gamma; &#x3B3; &#947; |      |

| 記号 | Unicode | JIS X 0213 | 文字参照       | 名称         |
| ---- | ------- | ---------- | -------------- | ------------ |
| ɣ    | U+0263  | 1-6-35     | &#x263; &#611; | 国際音声記号 |